# Anthephora
Anthephora Schreb. é um género botânico pertencente à família Poaceae, subfamília Panicoideae, tribo Paniceae.
O gênero é constituido por aproximadamente 30 espécies. Ocorrem na África, Ásia, América do Norte e América do Sul.

## Sinonímia
- Hypudaerus A.Braun (SUI)

## Principais espécies
- Anthephora ampullacea Stapf & G.E.Hubbard
- Anthephora argentea Goossens
- Anthephora cristata Hack.
- Anthephora hermaphrodita (L.) Kuntze
- Anthephora nigritana Stapf & C.E.Hubbard
- Anthephora pubescens Nees
- «PPP-Index Lista de espécies»